# تسمية منشأ المحمية (سويسرا)

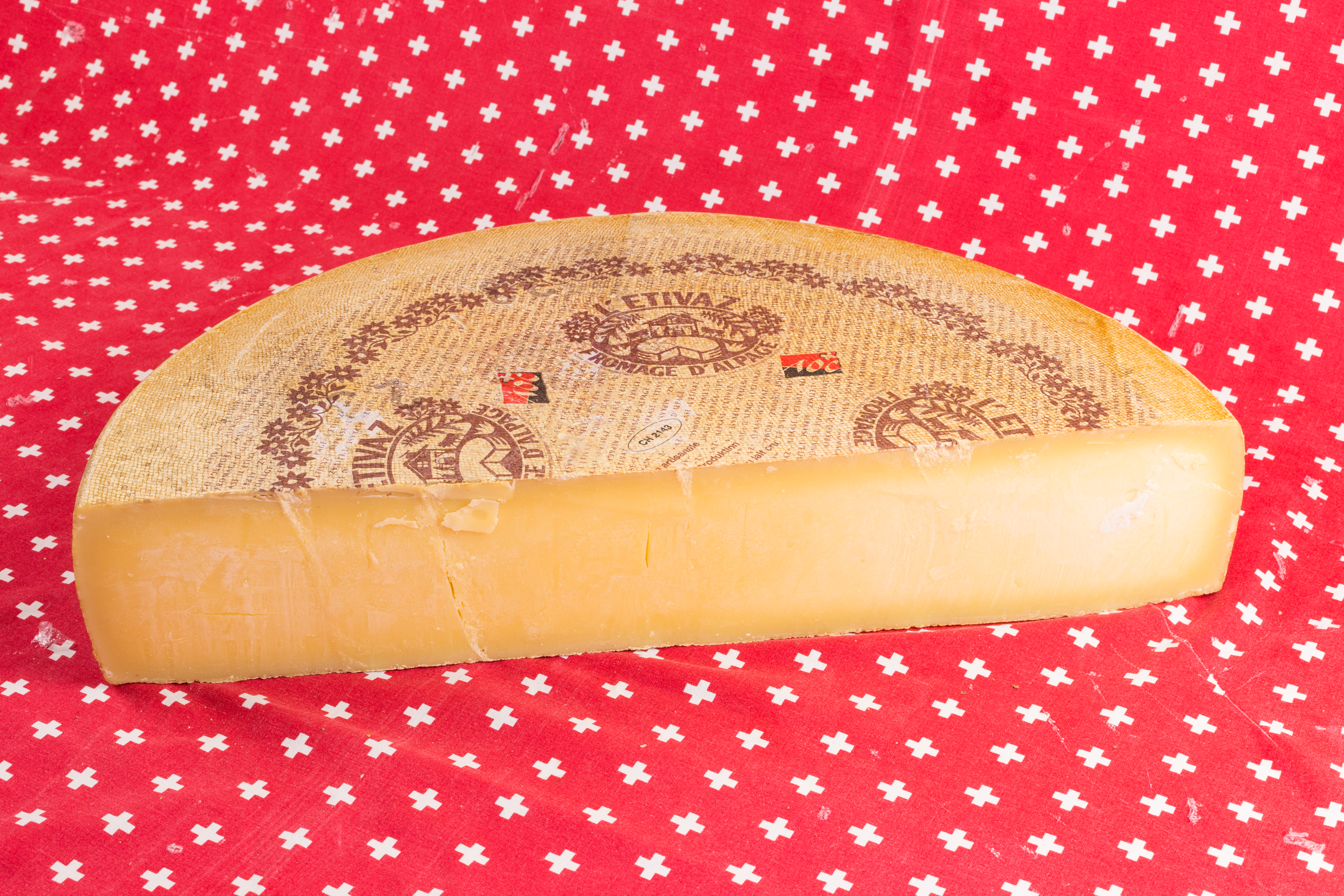

تسمية منشأ المحمية في سويسرا (بالإنجليزية: protected designation of origin PDO)‏ (بالفرنسية: Appellation d'origine protégée)‏ هي مؤشر جغرافي يحمي منشأ ونوعية المنتجات الغذائية التقليدية غير الخمور (الخمور لها تسمية أخرى تسمى تسمية المنشأ المحمية، AOC).
في عام 2000، كان الجبن Etivaz هو المنتج السويسري الأول بخلاف النبيذ للحصول على تصنيف المنشأ المسجل. في عام 2013، تم استبدال الشهادة بتسمية المنشأ المحمية (PDO). الشعار مرئي على القشرة.
في الماضي، استخدمت تسمية المنشأ لمنح شهادة المنشأ لكل الخمور والمنتجات الغذائية الأخرى. وفي عام 2013، إلى الاتحاد الأوروبي، استعيض عن تسمية المنشأ المحمية بتسمية المنشأ المحمية للمنتجات الزراعية بخلاف النبيذ.